# Skogsbacken med Väladalen
Skogsbacken med Väladalen är ett kommunalt naturreservat i anslutning till Tomelilla i Tomelilla kommun i Skåne län.
Området är naturskyddat sedan 2015 och är 27 hektar stort. Reservatet är uppdelat i två separata områden som skiljs åt av ca 500 meter bebyggelse och består av lövskog, våtmarker och öppna ytor omkring Välabäcken.